# Афанасівка (Солнцевський район)
Афанасівка (рос. Афанасьевка) — село в Солнцевському районі Курської області Російської Федерації.
Населення становить 225 осіб. Входить до складу муніципального утворення Бунинська сільрада.

## Історія
Населений пункт розташований на території українського етнічного та культурного краю Східна Слобожанщина.
Від 2004 року входить до складу муніципального утворення Бунинська сільрада.

## Населення
| 2002 | 2010 |
| ---- | ---- |
| 304  | ↘225 |